# Gigot
Gigot é um filme de comédia dos Estados Unidos de 1962, realizado por Gene Kelly.

## Resumo
Em Paris um amável zelador mudo, Gigot (Jackie Gleason), mas extremamente "lento" é explorado e ridicularizado pelas pessoas "respeitáveis" que o cercam.
Mas uma rapariga que é filha de uma insensível prostituta adora Gigot, que faz tudo para dar a menina alguma alegria e protecção, o que não é visto com bons olhos pela mãe dela.

## Elenco
- Jackie Gleason (Gigot)
- Katherine Kath (Collette)
- Gabrielle Dorziat (Madame Brigitte)
- Jean Lefebvre (Gaston)
- Jacques Marin (Jean)
- Albert Rémy (Alphonse)
- Yvonne Constant (Lucille Duval)
- Germaine Delbat (Madame Greuze)
- Diane Gardner (Nicole)
- Franck Villard (Pierre)
- Camille Guérin (Padre)
- René Havard (Albert)
- Louis Falavigna (Monsieur Duval)
- Albert Dinan

## Ficha técnica
Título Original: Gigot
- Género: Comédia
- Tempo de Duração: 104 minutos
- Ano de Lançamento (EUA): 1962
- Estúdio: Seven Arts Pictures
- Distribuição: 20th Century Fox Pictures / Warner Bros.
- Realizador: Gene Kelly
- Argumento: Jackie Gleason, John Patrick e A.J. Russell
- Produção: Kenneth Hyman
- Música: Jackie Gleason e Michel Magne
- Fotografia: Jean Bourgoin
- Desenho de Produção: Auguste Capelier
- Edição: Roger Dwyre

## Prémios e nomeações
- Recebeu uma nomeação ao Óscar na categoria de:
  - Melhor Banda Sonora
- Foi nomeado para os Globos de Ouro na categoria de:
  - Melhor Actor de Drama (Jackie Gleason)